# Ocil
Ocel o Ocil (en llatí Ocellus o Ocyllus, en grec antic Ὦκελλος, Ὦκυλλος) fou un ambaixador espartà. Es trobava a Atenes quan Esfòdries va envair l'Àtica l'any 378 aC. Juntament amb altres dos ambaixadors va ser detingut pels atenencs acusat d'estar assabentat de la invasió, però va ser alliberat quan es va saber que no n'estava al corrent i va garantir que el govern espartà desaprovava l'actuació d'Esfòdries.
El 369 aC tornava a ser a Atenes com ambaixador per negociar una aliança entre atenencs i espartans contra Tebes, segons diuen Xenofont, Diodor de Sicília i Plutarc.